# Skiroute

Markierung einer Skiroute

Eine Skiroute ist eine markierte, aber nicht präparierte und nicht kontrollierte Skiabfahrt.
Auf Skirouten kann in der Regel ohne die Gefährdung durch Lawinen und ohne die Gefährdung der Natur im Tiefschnee Ski gefahren werden. Andere Skirouten sind Buckelpisten. Skirouten zeichnen sich neben der fehlenden Präparierung meistens durch eine anspruchsvolle Streckenführung aus.
Die Wahl einer Skiroute erfordert jedoch eine gute Einschätzung der eigenen Fähigkeiten, da die fehlende Präparierung und Kontrolle zusätzliche Herausforderungen mit sich bringt. Skifahrer sollten zu ihrer eigenen Sicherheit stets die aktuellen Schnee- und Wetterbedingungen berücksichtigen.